# Spencer (vêtement)
Pour les articles homonymes, voir Spencer.
Le spencer est une veste courte ajustée, sans basque, ne descendant qu'à mi-dos, à longues manches.

## Historique
Son origine est attribuée à un lord anglais, George Spencer, qui aurait brûlé son habit en se chauffant trop près de la cheminée. Au Royaume-Uni, elle est toutefois appelée « mess jacket ». Cette veste courte croisée était très en vogue en France au début du XIXe siècle, sous l'Empire. Dans les années 1930, elle est adoptée par les militaires.
Le spencer a rapidement été adopté dans la mode féminine populaire des deux côtés de l’Atlantique durant la période 1790-1820 du style Regency. Le spencer a été porté comme un cardigan. Il est porté aujourd’hui comme une forme de veste courte, coupée juste au-dessus du niveau de la taille des lignes identiques à la robe[Quoi ?].  
Traditionnellement, il se porte avec un gilet de queue-de-pie blanc ou un gilet de smoking noir, la première couleur étant réservée à l'été et la seconde à l'hiver. Une ceinture réalisée dans un drap coloré peut la couper[Quoi ?], sa couleur pouvant rappeler un régiment ou un club.

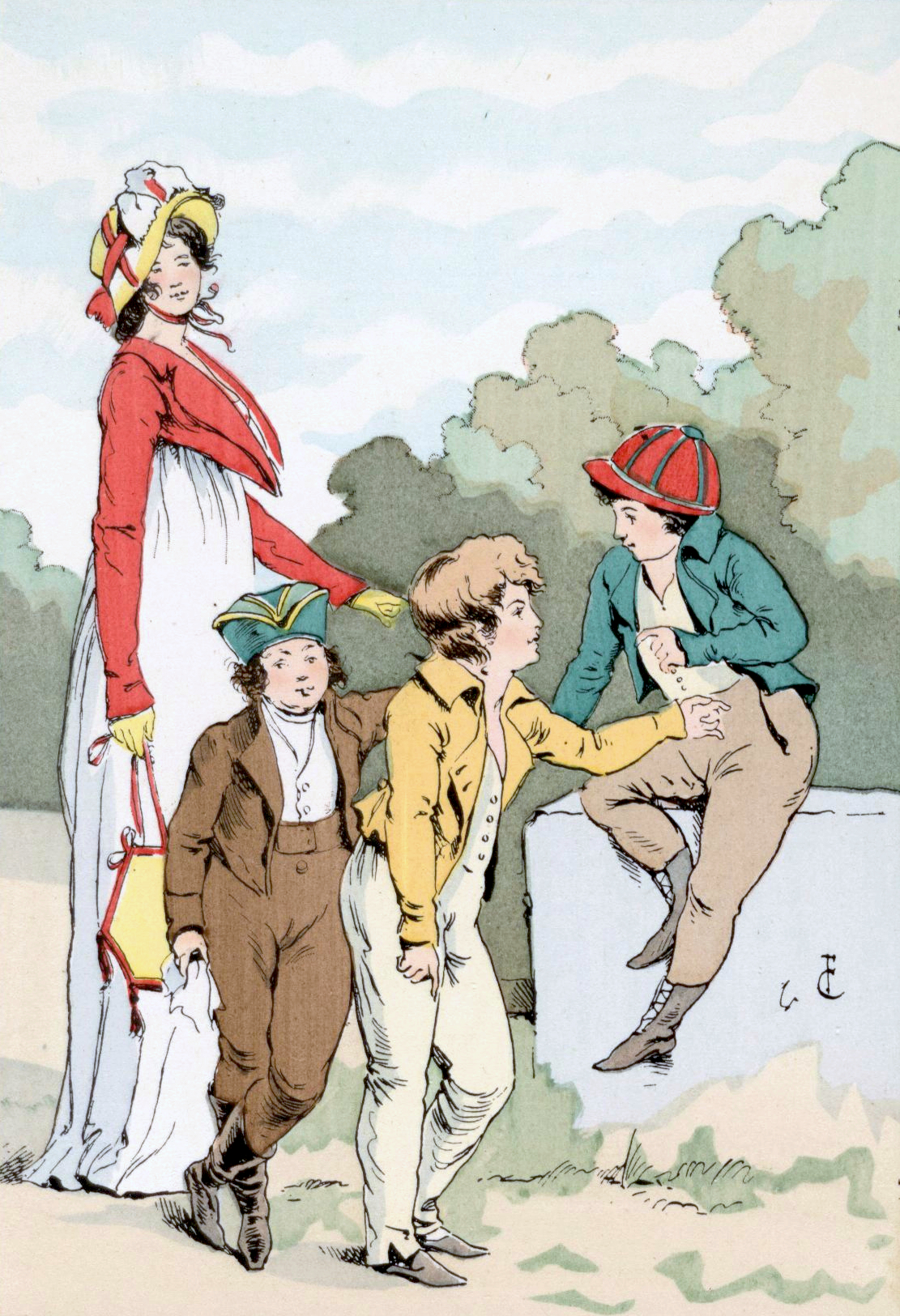
Femme et enfants portant un spencer. François Courboin, Petits Patriotes.
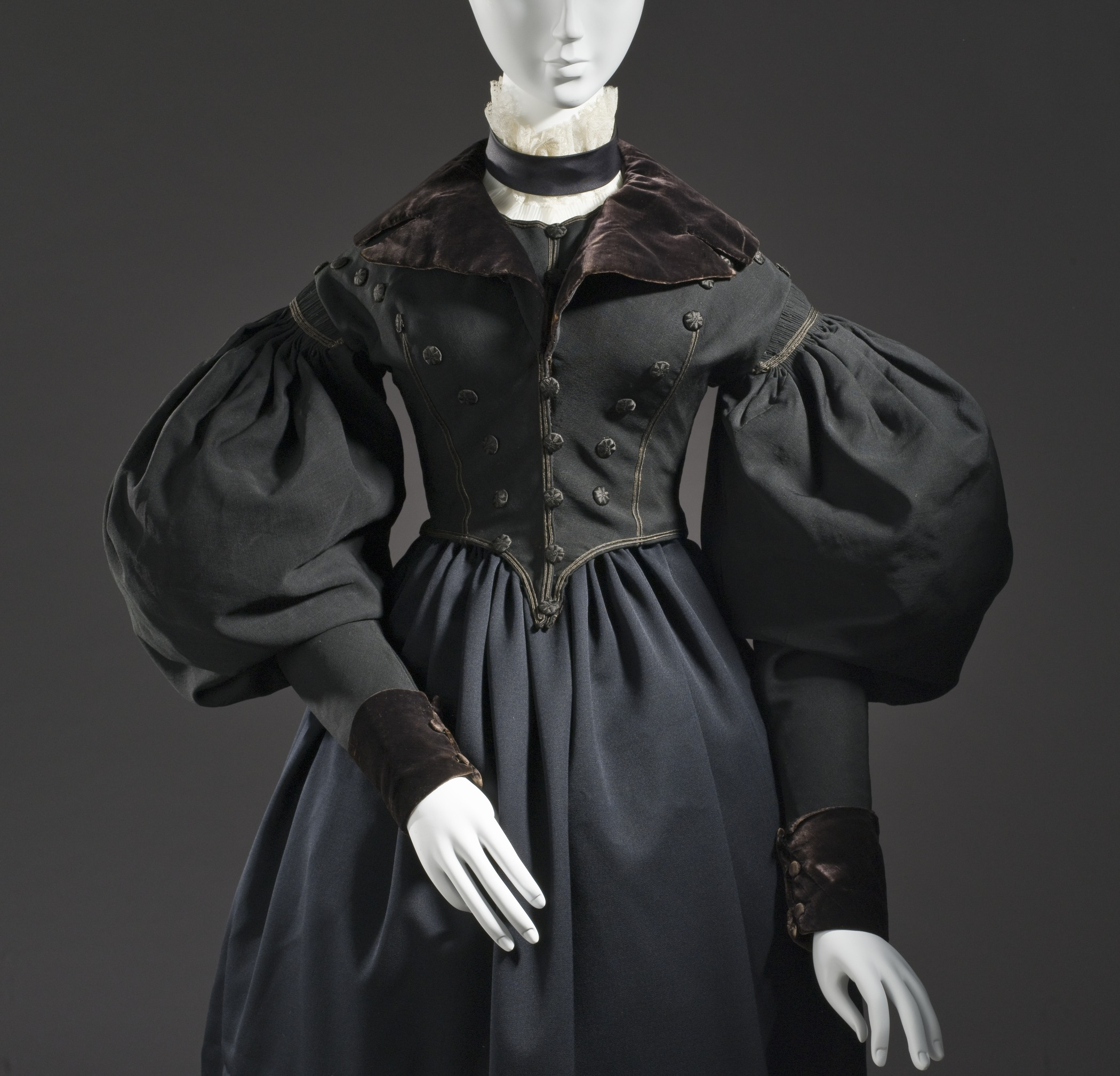
Spencer d'équitation pour femme, vers 1835, Los Angeles County Museum of Arts
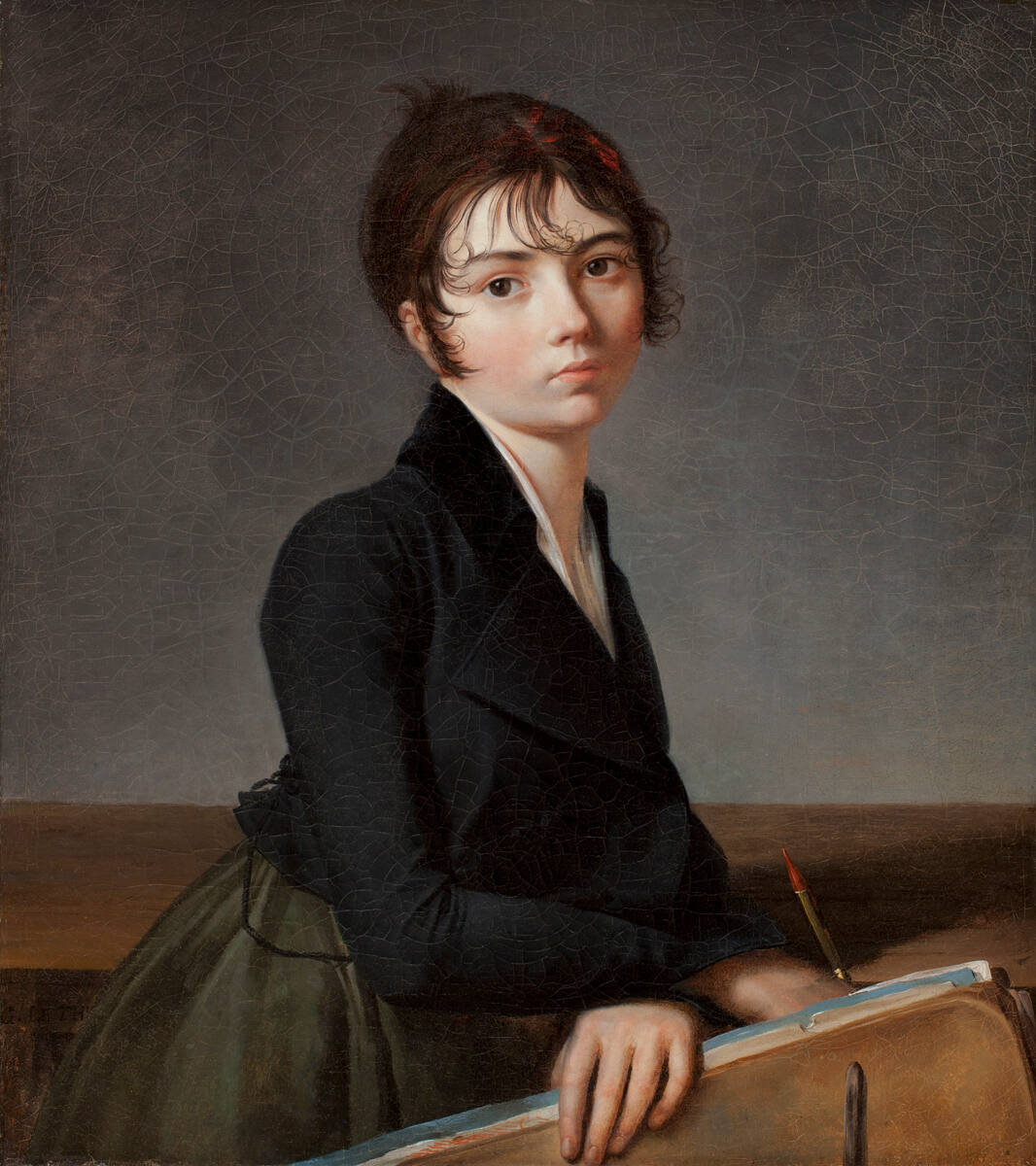
Guillaume Guillon Lethière, Femme appuyée sur un porte-feuille, vers 1799, Worcester Art Museum